# سنت بونیفاشوس (مینه‌سوتا)
سنت بونیفاشوس، مینه‌سوتا (به انگلیسی: St. Bonifacius, Minnesota) یک شهر در ایالات متحده آمریکا است که در شهرستان هنپین، مینه‌سوتا واقع شده‌است.

## خصوصیات
سنت بونیفاشوس ۲٫۷۷ کیلومترمربع مساحت و ۲٬۲۸۳ نفر جمعیت دارد.